# Stomopneustoida
Stomopneustoida é uma ordem de Echinoidea (ouriços-do-mar regulares) pertencente à infraclasse Carinacea.

## Descrição
Os membros desta ordem são ouriços-do-mar de morfologia regular, com a testa ("concha") globosa, o peristoma ("boca") situada no centro da face oral (inferior) e o periprocto (aparelho contendo o ânus e os poros genitais) na parte oposta do corpo, no topo da face aboral (superior).
As placas ambulacrárias e interambulacrárias apresentam largura idêntica.
Os tubérculos primários são não perfurados.
Os radíolos (espinhos) são cilíndricos e lisos, sem excrecências.
Esta ordem é conhecida no registo fóssil desde o Jurássico Inferior. Apenas se conhecem duas espécies extantes: Glyptocidaris crenularis (Oceano Pacífico) e Stomopneustes variolaris (Indo-Pacífico).

## Taxonomia
As bases de dados taxonómicos WRMS e TPDB apresentam a seguinte estrutura:
- Família Glyptocidaridae Jensen, 1982
  - Género Glyptocidaris A. Agassiz, 1864
    - Espécie Glyptocidaris crenularis A. Agassiz, 1863

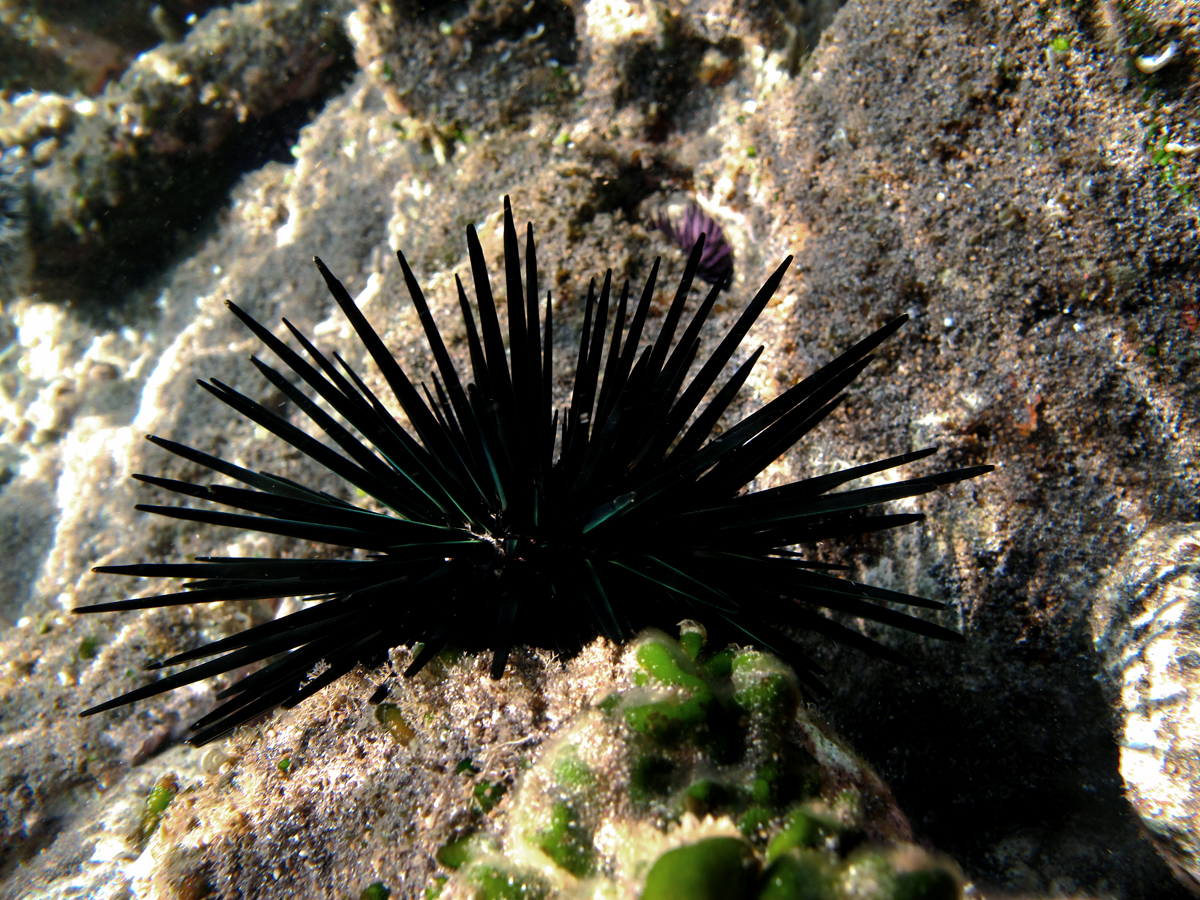
Stomopneustes variolaris (la Réunion).

- Família Stomechinidae Pomel, 1883 †
- Família Stomopneustidae Mortensen, 1903b
  - Género Stomopneustes L. Agassiz, 1841b
    - Espécie Glyptocidaris crenularis Lamarck, 1816